# 長野県立岩村田高等学校
もしかして
- 長野県岩村田高等学校

ではありませんか？